# Luo Xuejuan
Luo Xuejuan (罗雪娟S; Hangzhou, 26 gennaio 1984) è una nuotatrice cinese.
Specializzata nella rana, ha vinto una medaglia d'oro nei 100 m rana ai Giochi olimpici di Atene 2004.

## Palmarès
- Olimpiadi

Atene 2004: oro nei 100m rana.
- Mondiali

Fukuoka 2001: oro nei 50m rana e nei 100m rana, bronzo nei 200m rana e nella 4x100m misti.
Barcellona 2003: oro nei 50m rana, nei 100m rana e nella 4x100m misti.
- Mondiali in vasca corta

Mosca 2002: argento nei 50m rana, bronzo nei 100m rana e nella 4x100m misti.
- Giochi PanPacifici

Yokohama 2002: bronzo nei 100m rana.
- Giochi asiatici

Busan 2002: oro nei 100m rana e nella 4x100m misti e argento nei 200m rana.
- Universiadi

Daegu 2003: oro nei 50m rana, nei 100m rana e nella 4x100m misti e argento nei 200m rana.